# فرودگاه پارافیلد
 فرودگاه پارافیلد (به انگلیسی: Parafield Airport) یک فرودگاه همگانی با کد یاتا none است که یک باند فرود آسفالت دارد و طول باند آن ۱۳۵۰ متر است. این فرودگاه در شهر آدلاید کشور استرالیا قرار دارد و در ارتفاع ۱۷ متری از سطح دریا واقع شده است.